# Nagagutsu Point
Nagagutsu Point är en udde i Antarktis. Den ligger i Östantarktis. Norge gör anspråk på området.
Terrängen inåt land är huvudsakligen platt, men den allra närmaste omgivningen är varierad. Trakten är obefolkad. Det finns inga samhällen i närheten.